# Сорго алеппское
Сорго алеппское (лат. Sórghum halepénse), также гума́й, Джонсонова трава, — травянистое растение, вид рода Сорго (Sorghum).
Многолетний злак, выращиваемый на фуражное зерно. Обременительный сорняк, в ряде регионов признан инвазивным видом.

## Ботаническое описание

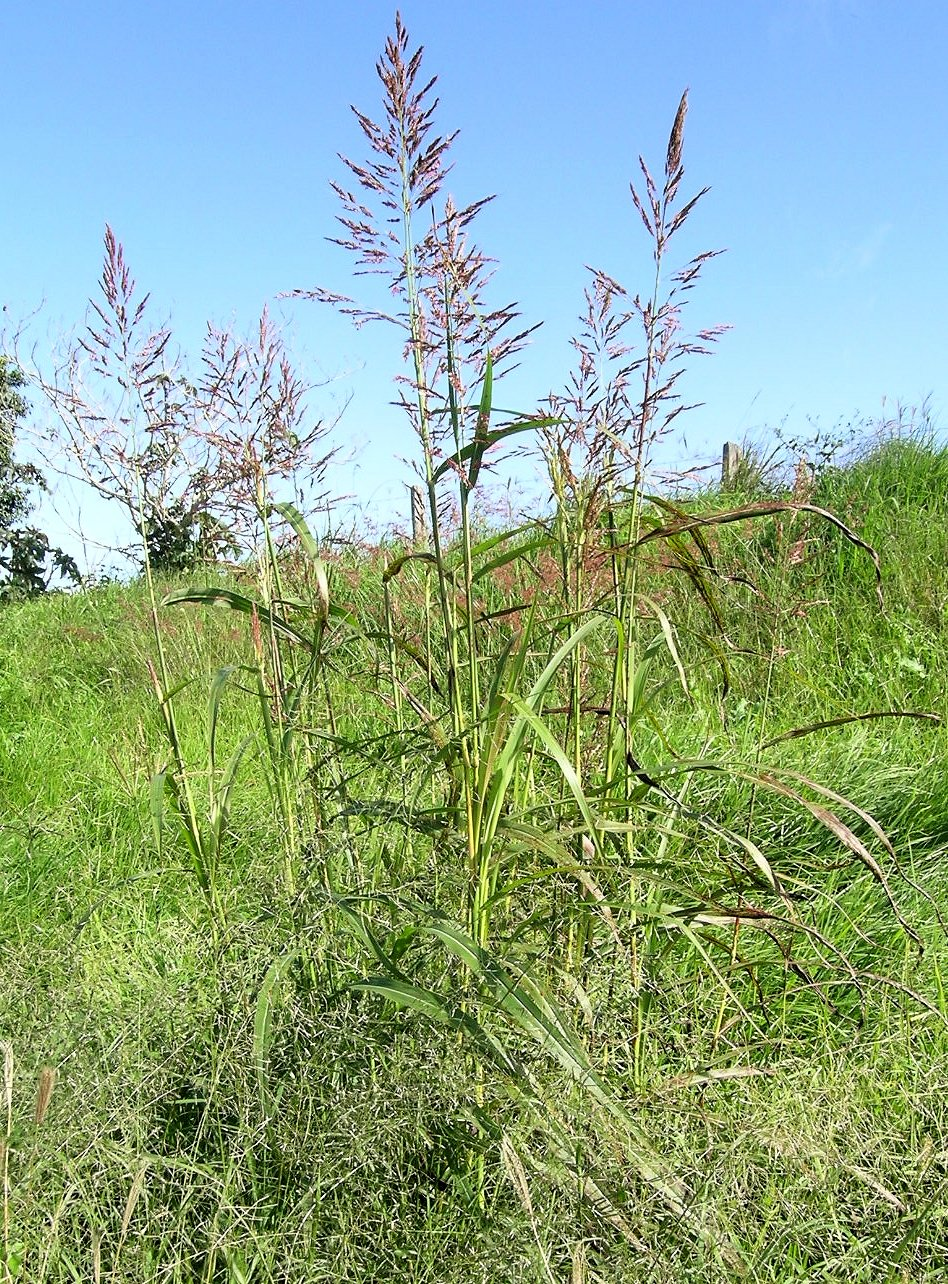
Общий вид растения

Многолетнее травянистое растение с мясистыми ползучими корневищами до 1 см толщиной. Стебли до 3 м высотой, то 2 см толщиной, в нижней части нередко с придаточными корнями, в узлах иногда волосистые.
Листья 20—60 см длиной, 1—3 см шириной, голые, с ясно выраженными жилками. Влагалища голые, ребристые, открытые, с налегающими друг на друга краями. Язычок плёнчатый, по краю реснитчатый, до 5 мм длиной.
Соцветие — крупная многократно разветвлённая продолговатая метёлка 15—50 см длиной, часто с фиолетовым оттенком. Веточки метёлки до 25 см длиной, на ближайших к основанию нескольких сантиметрах обычно без колосков. Колоски обычно в парах, на верхних веточках часто по три. Один из колосков в группе сидячий, с обоеполым цветком, а другие — бесполые или с тычиночным цветком, на ножках. Плодущий колосок волосистый, яйцевидный, около 5 мм длиной, обычно с изогнутой остью 1—2 см длиной. Бесплодные колоски более узкие, 5—7 мм длиной. Колосковые чешуи, покрывающие зерновку, красно-коричневые до чёрных, блестящие.

## Распространение
Первоначальный ареал растения точно не установлен. Наиболее узкая область, указываемая в качестве предположительного исконного ареала растения — Юго-Восточная Европа. Другие авторы включают сюда также Средиземноморье (включая Северную Африку) и Западную Азию.
В настоящее время растение распространилось по всем континентам (кроме Антарктиды). Даты интродукции растения в Европу и Северную Америку не установлены. К началу XIX века растение, по-видимому, изредка выращивалось на юго-востоке США, к 1830-м годам стало весьма популярным кормовым растением в США. К началу XX века растение стало считаться опасным сорняком в США. В Северной Европе сорго алеппское впервые появилось в 1914 году в Дании. В Австралии впервые стало выращиваться в 1871 году в Ботаническом саду Аделаиды, в 1883 году впервые отмечено одичавшим в Новом Южном Уэльсе.

## Значение и применение
На богатых почвах даёт большое количество корма. Скотом поедается лишь в молодом состоянии пока высота растения не достигнет примерно 35 см после чего растение начинает сильно грубеть и подходит только для использования как подстилки.
Растение признано инвазивным видом в Индонезии, Таиланде, на Филиппинах, в ряде штатов США, на Кубе, в Никарагуа, Чили, Колумбии, Перу, в Новой Зеландии, на ряде островов Тихого океана.
Во многих субтропических регионов выращивается на фуражное зерно. В некоторых регионах используется для противоэрозионной стабилизации грунтов.
Пыльца растения является аллергеном.

## Таксономия

### Синонимы
Гомотипные:
- Andropogon avenaceus Kunth, 1816, nom. superfl.
- Andropogon halepensis (L.) Brot., 1804
- Andropogon halepensis var. genuinus Stapf, 1896, nom. superfl.
- Andropogon sorghum subsp. halepense (L.) Hack., 1889
- Andropogon sorghum var. halepense (L.) Hack., 1889
- Blumenbachia halepensis (L.) Koeler, 1802
- Holcus halepensis L., 1753basionym
- Milium halepense (L.) Cav., 1802
- Rhaphis halepensis (L.) Roberty, 1954
- Sorghum halepense var. genuinum Hack., 1883, nom. superfl.
- Sorghum saccharatum var. halepense (L.) Kuntze, 1891
- Trachypogon avenaceus (Kunth) Nees, 1829, nom. superfl.

Гетеротипные:
- Andropogon crupina (Link) Kunth, 1829
- Andropogon decolorans (Willd.) Kunth, 1816
- Holcus decolorans Willd., 1806
- Holcus exiguus Forssk., 1775
- Sorghum crupina Link, 1827
- Sorghum decolorans (Willd.) Roem. & Schult., 1816
- Sorghum dubium K.Koch, 1848
- Sorghum schreberi Ten., 1835

и другие.